# 阿吕河畔博库尔
阿吕河畔博库尔（法語：Beaucourt-sur-l'Hallue，法語發音：[bokuʁ syʁ laly]）是法国上法蘭西大區索姆省的一个市镇，属于亚眠区。

## 地理
阿吕河畔博库尔（49°59'14"N, 2°26'41"E）面积5.47 平方千米，位于法国上法蘭西大區索姆省，该省份为法国北部沿海省份，北起加来海峡省和北部省，西接滨海塞纳省和大西洋英吉利海峡，南至瓦兹省，东临埃纳省。
与阿吕河畔博库尔接壤的市镇（或旧市镇、城区）包括：吕邦普雷、巴沃兰库尔、贝昂库尔、米尔沃、阿吕河畔蒙蒂尼。
阿吕河畔博库尔的时区为UTC+01:00、UTC+02:00（夏令时）。

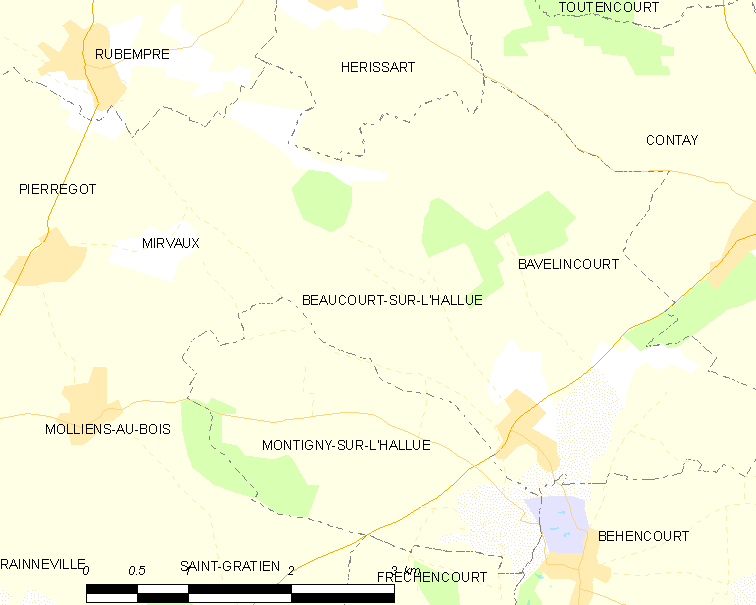
阿吕河畔博库尔的OSM定位图

## 行政
阿吕河畔博库尔的邮政编码为80260，INSEE市镇编码为80066。

## 政治
阿吕河畔博库尔所属的省级选区为科尔比县。

## 人口

1962-2008年间阿吕河畔博库尔人口变化图示

阿吕河畔博库尔于2022年1月1日时的人口数量为279人。